# Karizmatično vodenje

Teorija karizmatičnega vodenja se je oblikovala v 80. letih dvajsetega stoletja, ko so velika severnoameriška podjetja začutila potrebo po spremembah poslovanja in vodenja, predvsem zaradi vse večje konkurence s strani tujih podjetij. V naslednjih dvajsetih letih se je oblikovalo več teorij in konceptov, ki izhajajo iz karizme. House in Aditya (1997) navajata štiri skupne značilnosti teorij karizmatičnega vodenja:
1. Razlagajo, kako so vodje sposobni voditi organizacijo z namenom doseganja pomembnih rezultatov ter vodenje organizacije z namenom premagati konkurente in uspešno voditi reforme.
2. Razlagajo, kako so določeni vodje sposobni doseči izredno raven motivacije, občudovanja, spoštovanja, zaupanja, vdanosti, zvestobe in učinka na zaposlene oziroma podrejene.
3. Poudarjajo simbolično in čustveno privlačnost vedenja vodij, ki ga dosegajo s svojim vizionarstvom, snovanjem usmeritev, pooblaščanjem, oblikovanjem funkcij, izgradnjo celostne podobe, prevzemanjem tveganja in izjemnim ter podpornim vedenjem. Prav tako poudarjajo tudi spoznavalno usmerjeno vedenje, kot je prilagajanje, kazanje vsestranske in okoljske občutljivosti in spodbujanje razumskega vedenja.
4. Učinki vodje vključujejo samospoštovanje zaposlenih, prebujanje njihovih čustev in razlogov za poistovetenje z vizijo in vrednotami vodje, prav tako pa tudi zadovoljstvo in učinek zaposlenih. [1]

## Zgodovina in razvoj pojma
Do 80. let so karizmatično vodenje preučevali zgodovinarji, politologi in sociologi. Najbolj zaslužen za razvoj pojma je sociolog Max Weber, ki je v svojem delu Ekonomija in družba (nem. Wirtschaft und Gesellschaft) pisal o karizmi. Weber je karizmo opredelil kot določeno posameznikovo kvaliteto, na temelju katere je ločen od običajnih ljudi in obravnavan kot obdarjen z nadnaravno, nadčloveško ali vsaj posebno, nenavadno močjo ali lastnostjo. Weber je bil prepričan, da naj bi se dalo vsako družbo identificirati z vsaj eno od treh avtoritet, tradicionalno, racionalno-pravno ali karizmatično. Tradicionalna avtoriteta skozi tradicijo in nenapisane zakone narekuje, kdo ima moč in oblast v družbi ter kdo ju lahko uporabi. Racionalno-pravna avtoriteta, ki je danes prevladujoč sistem v družbi in poslovnem svetu, sledi zakonom. To pomeni, da si posameznik lasti moč in oblast, na podlagi zakonov, ki mu omogočajo zasedbo določene pozicije. Karizmatična avtoriteta pa izhaja iz družbenega prepričanja v vzorne značilnosti posameznika, ki je drugačen od ostalih in poseduje neke izjemne sposobnosti, ki jih običajni ljudje nimajo. Weber pravi, da karizma kot oblika vplivanja temelji na dejstvu, da ga kot takšnega zaznavajo podrejeni. Karizmo in karizmatično vodenje prav tako povezuje z obdobji družbenih kriz, saj naj bi takrat v ospredje stopil posameznik s posebnimi sposobnostmi in z vizijo prihodnosti, kako rešiti nastalo situacijo. Zaradi vizije in njegovih posebnih sposobnosti ljudje temu posamezniku sledijo. Na podlagi Webrove teorije in kasnejših teorij pa se še vedno pojavlja vprašanje glede karizme in njene vloge. Je karizma primarno rezultat lastnosti vodje, situacije ali interakcije med vodjo in podrejenimi? Del znanstvenikov zagovarja stališče, da je karizma rezultat izjemnih kvalitet posameznika, nekateri zagovarjajo stališče, da je karizma situacijska posledica ter da je njen pogoj družbena kriza, tretji pa trdijo, da je karizma posledica odnosa med vodjo in podrejenimi 

## Sodobnejše teorije karizmatičnega vodenja
V 80. letih se je pojavilo veliko zanimanje za karizmatično vodenje med raziskovalci menedžmenta. V tem času je namreč veliko ameriških podjetji zaznalo potrebo po uvedbi sprememb pri načinu poslovanja, predvsem zaradi vse večje konkurence. Od sredine 70. let so se tako začeli razvijati številni koncepti in teorije vodenja. Teorije in koncepti so si med seboj različni, vendar pa jim je skupno to, da se strinjajo in podobno opisujejo lastnosti karizmatičnih vodij
| Avtor in leto objave                | Koncept (slovensko)       | Koncept (angleško)          |
| ----------------------------------- | ------------------------- | --------------------------- |
| Burns, 1978                         | Junaško vodenje           | Heroic leadership           |
| House, 1977; Conger & Kanungo, 1994 | Karizmatično vodenje      | Charismatic leadership      |
| Burns, 1978                         | Transakcijsko vodenje     | Transactional leadership    |
| Kouzes & Posner, 1987               | Vodenje z zgledom         | Exemplary leadership        |
| Saskin, 1988                        | Vizionarsko vodenje       | Visionary leadership        |
| Burns, 1978 & Bass, 1985            | Transformacijsko vodenje  | Transformational leadership |
| Bass in Avolio, 1994                | Idealiziran vpliv         | Idealized influence         |
| House, 1996                         | Vodenje na osnovi vrednot | Value based leadership      |

### Housova teorija karizmatičnega vodenja
House je teorijo prvič predstavil leta 1977, v svojem delu Teorija karizmatičnega vodenja. Teorija opisuje kako se vedejo karizmatični ljudje, kaj jih ločuje od ostalih in v kakšnih razmerah je verjetnost njihovega uspeha največja. Housova teorija je ena izmed bolj obsežnih teorij o karizmatičnem vodenju in vsebuje naslednje predpostavke: zaupanje zaposlenih v pravilnost prepričanj vodje, podobnost med prepričanji zaposlenih in mišljenjem vodje, brezpogojen sprejem vodje s strani podrejenih oz. zaposlenih, naklonjenost zaposlenih do vodje, (spontana) poslušnost zaposlenih, čustvena vključenost zaposlenih v poslanstvo organizacije, boljše doseganje ciljev s strani zaposlenih in vera zaposlenih, da lahko prispevajo k uresničevanju skupnega poslanstva.  House pravi, da imajo karizmatični vodje visoko potrebo po moči oziroma nadvladi, visoko samozaupanje in visoko prepričanje v pravilnost njihovih mnenj in idej. Karizmatični vodje se posvečajo oblikovanju vedenja s katerim napravijo vtis, da so sposobni in uspešni. Ideološke cilje, vključene v poslanstvo, povežejo z obstoječimi vrednotami in ideali, ki so skupni ljudem oziroma zaposlenim. Karizmatični vodje s svojim ravnanjem in vedenjem dajejo zgled ljudem, ki jim sledijo. Ne gre pa samo za posnemanje, ljudje naj bi vodjo občudovali in se z njim poistovetili ter tako prevzeli njegova lastna prepričanja in vrednote. Skozi komunikacijo karizmatični vodja ljudem sporoča visoka pričakovanja, obenem pa izraža veliko zaupanje ljudem. Cilj karizmatičnega vodje  v organizaciji je v zaposlenih prebuditi tri vrste motivacije, za izvrševanje, moč in sodelovanje. Motivacija za izvrševanje ustreza kompleksnim in izzivalnim nalogam, ki vključujejo tveganje, odgovornost in vztrajnost. Pri motivaciji za moč je potrebna tekmovalnost, prepričevanje in asertivnost. Zadnja, sodelovalna motivacija pa obsega skupinske naloge, sodelovanje in vzajemnost. Omejitve Housove teorije pa izhajajo predvsem iz predpostavk, da zaposleni že v osnovi smatrajo svojega vodjo kot izredno osebo  .

### Atributivna teorija karizmatičnega vodenja
Atributivno teorijo karizmatičnega vodenja sta leta 1987 objavila Jay Conger in Rabinda Kanungo. Njuna teorija temelji na domnevi, da zaposleni na podlagi opazovanja vedenja vodje le-temu pripisujejo določene karizmatične lastnosti. Karizma naj bi po njuno bila pripisani fenomen (angl. attributional phenomenon). Na ta način naj bi vodja vplival na vrednote zaposlenih in na njihovo vedenje. Avtorja sta želela ugotoviti kateri so glavni vedenjski vzorci karizmatičnega vodje od nekarizmatičnih. Vzorce vedenja vodij sta identificirala na podlagi opredelitve vodenja kot procesa, ki kaže premike iz sedanjega v bodoče stanje oziroma premike k doseganju želenih ciljev.
| Sposobnost                 | Karizmatični vodja                                                                                               | Nekarizmatični vodja                                                                           |
| -------------------------- | --- | ---------------------------------------------------------------------------------------------- |
| Občutljivost na okolje     | Velika potreba po zaznavanju in občutljivosti okolja, ki omogoča spreminjanje trenutnega stanja.                 | Nizka potreba po občutljivosti okolja, ki omogoča spreminjanje trenutnega stanja.              |
| Odnos do trenutnega stanja | Trenutno stanje želi spreminjati.                                                                                | Trenutno stanje želi ohranjati.                                                                |
| Cilji                      | Idealizirana vizija, ki se razlikuje od trenutnega stanja.                                                       | Cilji, ki ne odstopajo od trenutnega stanja.                                                   |
| Prijetnost                 | Deli svojo perspektivo in idealizirano vizijo, kar ga dela prijetnega in vrednega identifikacije ter posnemanja. | Prijetnega ga dela le deljenje perspektive.                                                    |
| Artikulacija               | Navdihujoča artikulacija bodoče vizije in motivacije za vodenje                                                  | Slaba oz. nizka artikulacija ciljev in motivacije za vodenje.                                  |
| Vedenjeske značilnosti     | Neobičajen in v nasprotju z normativi.                                                                           | Običajen, v skladu z obstoječimi normami.                                                      |
| Vrednost zaupanja          | Strastno posredovanje, ki vključuje visoko osebno tveganje in stroške.                                           | Nezainteresirano posredovanje v poskusih prepričevanja.                                        |
| Strokovnost                | Strokovnjak v uporabi neobičajnih sredstev za preseganje običajnega stanja.                                      | Strokovnjak v uporabi obstoječih sredstev za doseganje ciljev v okviru običajnih postopkov.    |
| Uporaba moči               | Osebna moč, ki temelji na strokovnosti, spoštovanju in občudovanju.                                              | Moč položaja in osebna moč, ki temelji na nagradah, strokovni moči in všečnosti somišljenikov. |

Atributivna teorija karizmatičnega vodenja vsebuje sedem glavnih značilnosti (v nadaljevanju so opisane na primeru organizacije):
- Skrajnost vizije, pomeni, da je karizma bolj pripisovana vodjem, ki ustvarijo in tudi zagovarjajo drugačno vizijo glede na trenutno stanje, a še zmeraj v sprejemljivih mejah za zaposlene.
- Visoko osebno tveganje, pomeni, da so karizmatični vodje požrtvovalni, prevzemajo osebno tveganje in si naprtijo izdatke z namenom doseči skupno vizijo, ki jo v organizaciji zagovarjajo.
- Uporaba nenavadne strategije je značilnost, ki je bolj pripisovana vodjem, ki delujejo na nenavaden način pri doseganju skupne vizije organizacije. Strategija vodje naj bi se razlikovala od ustaljenih načinov, s čimer navdušijo in očarajo zaposlene.
- Točna ocena situacije; nanaša se na tveganje pri uvedbi novih strategij in zahteva od vodje, da ve, kdaj in kje je potrebno začeti. Prav tako mora imeti vodja znanja in sposobnosti za realno oceno nevarnosti in priložnosti, ki se nahajajo v okolju.
- Razočaranje zaposlenih pomeni, da se bodo karizmatični vodje verjetno pojavili ob nastopu krize, ki zahteva velike spremembe, ali pa ko zaposleni niso zadovoljni s trenutnim stanjem.
- Izražanje samozaupanja, pomeni, da bodo vodje, ki kažejo prepričanje v lastne načrte prepoznani kot bolj karizmatični kot tisti, ki delujejo zmedeno, nesamozavestno in dvomijo vase.
- Uporaba osebne moči je zadnja značilnost in govori o tem, da bodo vodje bolj prepoznavni kot karizmatični, če bodo na zaposlene vplivali z ekspertno močjo, ki temelji na zagovarjanju uspešnosti in referenčno močjo, ki temelji na zaznavanju vdanosti zaposlenih.[1]

### Motivacijska teorija karizmatičnega vodenja
Izmed vse teorij o karizmatičnem vodenju se prav Motivacijska teorija v največji meri ukvarja z motivacijskimi vidiki karizmatičnega vodenja. Osnovana je iz treh delov, ki so pravzaprav tri zmožnosti vodje. Zmožnost predstavljanja (angl. envisioning), zmožnost vživljanja ali empatija (angl. empathy) in zmožnost pooblaščanja (angl. empowerment). Zmožnost predstavljanja pomeni oblikovanje podobe želenega stanja v prihodnosti, s katerim se zaposleni lahko poistovetijo, to med njimi ustvarja spodbude. Empatija pomeni zmožnost razumevanja motivov, vrednot in čustev drugih. Zmožnost pooblaščanja pa je proces, ki vodi v povečano zaznavanje samoučinkovitosti med zaposlenimi oziroma vera vodje v sposobnosti zaposlenega. Te tri zmožnosti preko motivacijskih mehanizmov (ustvarjanje strategije, visoka merila za delovanje, zaupanje v vodjo, želja zaposlenih po posnemanju vodje, ipd.) vplivajo in spodbujajo potrebe zaposlenih po dosežkih, pridružitvi in moči. Potreba po dosežkih se kaže v dolgoročni vključenosti, potegovanju za odličnost, spretnostih in edinstveni dovršenosti nalog. Potreba po pridružitvi se kaže v skrbi za osnovanje, ohranitev in obnovitev tesnih medosebnih in čustvenih odnosih z ostalimi zaposlenimi. Potreba po moči kaže vedenje k vplivanju na ostale in nadziranju okolja drugih. Tri zmožnosti karizmatičnega vodje so preko motivacijskih mehanizmov povezane s tremi vrstami potreb zaposlenih (dosežki, pridružitev, moč). Posledično temu sledijo še nekateri nadaljnji vplivi in procesi, ki jih imajo motivacijski učinki na vedenje in delovanje zaposlenih. Potreba po dosežkih zaposlenih, ki je spodbujena z zmožnostjo predstavljanja vodje je značilno povezana in vpliva na izvajanje nalog zaposlenih, zaznavanje njihove vloge in njihovo zadovoljstvo z delom. Potreba po pridružitvi, ki je spodbujena z zmožnostjo empatičnega vživljanja vodje je nadaljnje povezana s skupno identiteto zaposlenih, z njihovo skupinsko povezanostjo in pripadnostjo organizaciji. Potreba po moči, ki je spodbujena z zmožnostjo vodje po pooblaččanju v nadaljevanju vpliva na samovodenje. Samovodenje predstavlja vsestransko samovplivanje. Samovplivanje zajema motiviranje za naloge, ki si jih želimo opraviti in še bolj za naloge, ki se jim izogibamo, a morajo biti narejene. Gre za neko neodvisnost in samovlado pri izvajanju nalog 

## Karizmatično vodenje

### Razlika med transformacijskim in transakcijskim vodenjem
Karizmatično vodenje je bilo pojmovano z različnimi pojmi, katere je potrebno med seboj razlikovati. Zlasti je potrebno med seboj ločevati pojma transformacijsko in transakcijsko vodenje. Sprva se je pričelo raziskovati karizmatično vodenje v organizacijski literaturi pod pojmom transformacijskega vodenja. Leta 1978 je v svojem delu Vodenje politični znanstvenik James McGregor ustvaril pojem transformacijski vodja, da bi ilustriral dve fundamentalno različni obliki interakcije, ki se lahko pojavita med vodjo in njenimi podrejenimi. Burnova opredeljuje transformacijsko vodjo na način, da vodja stopa v interakcije s svojimi podrejenimi na način, da se tako vodji kot zaposlenim dvigne motivacije in moralno presojanje na višjo raven. Dogodi se »fuzija« namenov oz. ciljev vseh sodelujočih v organizaciji, ki so bili sprva ločeni in nepovezani – podpirati in zasledovati pričnejo skupno dobro. Transformacijsko vodenje tako ultimativno postane kar od enkrat moralno, saj dvigne raven etičnih aspiracij zaposlenih in tudi vodje same – torej se pojavi t. i. transformacijski učinek na obe smeri udeleženih v neki organizacij (od tod ime za takšno vodenje).
Tako je na drugi strani transakcijsko vodenje tisto, ki se pojavi takrat, ko »ena oseba prevzame iniciativo, da vzpostavi kontakt z drugimi z namenom izmenjav cenjenih stvari«. Pri transakcijskem vodenju imajo zaposleni in sam vodja skupen smoter (zasledujejo isti cilj), ampak to je vse kar se tiče tega odnosa – ta odnos ne naredi nič več, kot pa stori transformacijsko vodenje. Ne zasledujejo višjega namena skupaj – z drugimi besedami: vodja in vodeni izkusita njuna interakcijo kot preprosto transakcijo v najbolj možnem instrumentalnem (operantnem) smislu besede. Tako ima transformacijsko vodenje bistveno večji vpliv na podrejene kot pa transakcijsko vodenje, pa vendar pri obeh "vrstah" vodenja tako vodja kot njegovi zaposleni skupaj zasledujejo skupen cilj. Le da je motivacija, moralno presojanje in skupinska povezanost znatno višja v primeru transformacijskega vodenja.

### Razlika med transformacijskim in karizmatičnim vodenjem
Kaj kmalu je Burnsov termin transformacijsko vodenje postalo prevzeto s strani mnogih menedžmenstkih pisateljev, ki so s tem pojmom želeli opisati fenomen, kako so vodje odgovorni s svojim ravnanjem in vedenjem za organizacijske spremembe, ki vodijo do višjih ciljev znotraj neke organizacije. Pa vendar je v kratkem času prišlo do zamenjevanja pojmov transformacijskega in karizmatičnega vodenja znotraj literature na temo organizacij ter dela. Mnogi so namreč "karizmatično" predstavljali kot sinonim za "transformacijsko" (npr. Avolio in Gibbons, 1988, v Conger in Kanungo, 1994). Potrebno je biti pazljiv, da nekateri avtorji torej ločujejo med tranformacijskim in karizmatičnim vodenjem, spet drugi pa ju predstavljajo kot sinonima oziroma da opisujeta isti tip vodenja. Eden izmed avtorjev, ki je trdil, da transformacijsko ni enako kot karizmatično vodenje, je avtor Bass. Bass (1985, v Conger in Kanungo, 1994) je trdil, da sta ti dve obliki razločljivi med seboj. Bassovo empirično delo bi celo pokazalo, da je karizma kot komponenta ena izmed bolj prominentnih (glavnih) komponent karizmatičnega vodenja. Navaja, da gre tako pri karizmatičnem kot pri transformacijskem vodenju za strateško vizijo vodje, ki ima ključno vlogo pri animiranju in opolnomočenju (spodbujanju) zaposlenih (Bryman, 1992, v Conger in Kanunngo, 1994), le da je pri karizmatični vodji dodana še ena razločljiva komponenta vodenja - to naj bi bila karizma. 

### Karizmatično vodenje
Pri opisu karizmatičnega vodenja so najbolj zaslužni avtorji Conger s sodelavcem Kanungom (1992) in avtor House (1977), saj so z dveh različnih vidikov opisali takorekoč isti tip vodenja.

#### Conger in Kanungov model karizmatičnega vodenja
Conger in Kanungo (1994) sta ena izmed pomembnejših avtorjev, ki sta opredelila karizmatično vodenje in ga skušala razlikovati od transformacijskega. Odlika njune teorije je predvsem v tem, da sta skušala vodenje kot tako tudi empirično izmeriti. In na tem mestu je predvsem potrebno vedeti, da se od samega načina, kako pojmujemo vodenje - ali kot karizmatično ali kot transformacijsko - tudi razlikuje način, kako bomo to vodenje nato tudi empirično izmerili oziroma določili njegove kazalnike. Potrebno je vedeti, da če vodenje opredelimo kot karizmatično, da bomo pri tem merili vodenje tako, da bomo zaposlene vprašali, kako zaznavajo svojo vodjo. Če pa bomo vodenje opredelili kot transformacijsko, pa bomo vodenje merili tako, da se bomo skušali dokopati do dosežkov zaposlenih (njihova produktivnost, motivacija, moralno presojanje itn.). Conger in Kanungo sta tako vodenje opredelila kot karizmatično, torej sta pri merjenje takega vodenja skušala identificirati vedenjske dimenzije karizmatičnih vodij, kot jih zaznavajo zaposleni, pri čemer pa sta skušala dobiti karseda čim bolj veljavne in zanesljive mere takšnega vodstvenega vedenja. 
Conger in Kanungo (1987, 1988, 1992, v Conger in Kanungo, 1994) sta razvila model, ki se osredotoča na mnoge vedenjske dimenzije karizmatičnega vodenja znotraj organizacij, kot jih zaznavajo zaposleni. Sodeč po njunem modelu je karizmatično vodenje v prvi vrsti percepcija zaposlenih/podrejenih o vedenju njihove vodje - torej karizmatično vodenje je karizmatično takrat, ko podrejeni menijo, da je njihov vodja karizmatičen. Po njunem mnenju je pomembno pri opredeljevanju karizmatičnega vodenja preučevati percepcije/zaznave samih zaposlenih o tem, kakšen je njihov nadrejeni. Zaposleni opazijo vedenje svoje vodje, pri čemer pa to vedenje interpretirajo kot takšno, da je zaradi tega vedenja vodje vsak zaposlen participativen (sodelujoč, aktiviran znotraj organizacije) in da je vodja je usmerjen k ljudem in k nalogam/ciljem hkrati. Karizmatično vodje so po mnenju Congerja in Kanunga (1994) od drugih vodij različni predvsem v njihovi posedujoči unikatni lastnosti, da lahko formulirajo in artikulirajo inspiracijsko vizijo in da lahko s svojim vedenjem ter dejanji vplivajo na to, da njihovi podrejeni njihove cilje (misije) zaznavajo kot nenavadne. In ravno zato posamezniki (podrejeni) ne zasledujejo (upoštevajo) takšnih vodij le zaradi formalne avtoritete ("ker morajo"), marveč tudi zato, ker svojo vodjo zaznavajo kot nekaj posebnega (v pozitivnem smislu) in to uporabijo kot razlog, da je vendarle svojo vodjo vredno poslušati. 
Conger in Kanungov model (v nadaljevanju "C-K model") je predvideval mnoge med seboj razločevalne vedenjske komponente samega karizmatične vodje v treh med seboj ločenih stopnjah vodstvenega procesa.
- V stopnji 1 (stopnja spreminjanja okolja) je C-K model razločeval karizmatično vodjo od drugih menedžerjev glede njihove vloge, ki je v percepcijah zaposlenih, da želijo spremeniti status quo in da pri tem upoštevajo senzitivnostjo na okoljske možnosti in potrebe zaposlenih. Karizmatične vodje so tako s strani zaposlenih zaznani kot tisti, ki so kritiki statusa quo, hkrati pa so tudi reformatorji oz. pobudniki radikalnih »reform« znotraj organizacije, da bi se ta status quo tudi končno spremenil.

- V stopnji 2 (stopnja formulacije vizije) se karizmatični vodja od drugih vodij razlikuje predvsem v tem, da so sposobni formulirati deljeno, ampak idealizirano vizijo organizacije v prihodnosti in da zna učinkovito artikulirati svojo vizijo na inspirativen način. Torej v tej stopnji je pomembno, da zaposleni zaznajo, da ima njihov vodja vizijo za celotno organizacijo (kaj je tisti največji cilj organizacije), pri tem morajo zaznavati, da vodja to vizijo oblikuje tako, da je skupna vsem v organizaciji, nato pa morajo še zaznati, da to vizijo vodja artikulira na način, da z njo navdahne karseda čim več zaposlenih - in takrat bo vodja zaznan kot karizmatičen.
- V stopnji 3 (stopnja implementacije) C-K model pojmuje, da naj bi se vodje, ki so zaznani kot karizmatične, bolj angažirale v dejanja, ki predstavljajo osebnostno tveganje in žrtvovanje (za to, da status quo spremenijo, so s strani zaposlenih zaznani kot tisti, ki tvegajo, torej stopijo v akcijo). Na ta način karizmatične vodje podprejo celotno organizacijo in zgradijo zaupanje. Prav tako so zaznani s strani zaposlenih, da dosegajo svojo vizijo na nekoncenvionalen in inovativen način.

Conger in Kanungov model karizmatičnega vodenja ima tudi svojo praktično aplikacijo, saj sta razvila vprašalnik Arhivirano 2018-05-04 na Wayback Machine. za meritev zaznanih vedenjskih atributov. Ta lestvica ima dobre psihometrične lastnosti, njena uporaba pa je  mnenju avtorjev (Conger in Kanungo, 1994) predvsem pri treniranju menedžerjev in pri razvoju ter selekciji vodij. Za to je potrebno resda ugotoviti, ali karizmatično vodenje res poveča skupinsko kohezivnost in stopnjo doseganja nalog (House, 1977; Conger in Kanungo, 1988, v Conger in Kanungo, 1994). Če ugotovimo, da imajo vodje določene dimenzije karizmatičnega vodenja odsotne, jih lahko treniramo v smeri teh »manjkajočih« atributov. Avtorja zaključita, da bi morale organizacije izbirati vodje na podlagi teh vedenjskih atributov, saj je karizmatično vodenje sila pomembno za spremembo znotraj organizacije. Zato je dobro po njunem mnenju karizmatično vodenje pri posameznikih tudi izmeriti, če vemo, da bodo postali vodje - in to kot uporabiti kriterij, ali nekoga postaviti na mesto vodje ali ne. S tem avtorja karizmatično vodenje pojmujeta kot ideal, torej kakšni bi vodje morali biti. 

#### Housovo pojmovanje karizmatičnega vodenja
Robert House (1977, v Bass, 2000) je izdal leta 1976 knjigo Teorija karizmatičnega vodenja. Povzel je Webrove (1924/1947, v Bass, 2000) idejo o karizmi, ki jo je slednji povezal s sociologijo in socialnimi vedami. House je sprožil raziskovanje karizme v vedenjskih eksperimentalnih študijah. House (1976) se pa se je pri svoji teoriji karizmatičnega vodenja osredotočal predvsemna: (a) karizmatične vplive, (b) na karakteristike karizmatičnih vodij, (c) na vedenje karizmatičnih vodij in na (č) na situacijske faktorje, ki so povezani z učinkovitostjo karizmatičnih vodij. 
House (1976) opredeljuje karizmatično vodenje predvsem z vidika vplivov vodij na zaposlene oz. z vidika odnosov med vodjo in zaposlenimi. House navaja mnoge avtorje (npr. Oberg, 1972; Tucker, 1968, v House, 1976), ki se strinjajo, da je karizmatično vodenje prej čustvena kot kalkulativna lastnost – kako postanejo zaposleni inspirirani, entuziastični, so neizmerno vdani, se zaobljubijo vodji in se z njim do neke mere poistovetijo. House pojmuje, da je karizmatični vodja zaznan kot objekt identifikacije s strani zaposlenih – tako v smislu vrednot, ciljev kot tudi vedenja. Vodja na nek način modulira vedenje, čustva in kognicijo svojih zaposlenih (Friedrich, 1961, v House, 1976). In ravno zaradi tega, ker se zaposleni z vodjo poistovetijo, pride do več učinkov same karizmatične vodje. Vplivi karizmatičnega vodenja po mnenju Housa (1976) so tako:
- zaupanje zaposlenih v točnost prepričanj vodje,
- podobnost med prepričanji vodje in zaposlenih,
- sprejemanje vodje brez prevpraševanja,
- odvisnost od vodje,
- vdanost vodji,
- identifikacija z vodjo,
- čustvena vpletenost zaposlenih v misijo organizacije,
- skupni cilji,
- občutek, da bodo zmogli doseči skupinski cilj.

House nato postavi zelo preprosto definicijo karizmatičnega vodenja. Pojmuje, da je vsako karizmatično vodenje tisto, ki ima karizmatične vplive (zgoraj omenjene) na svoje zaposlene na nenavadno visoki ravni. Ravni slednji so tisti, ki diferencirajo karizmatično vodjo od nekarizmatične.
House (1976) izsledi, da so karizmatične vodje v literaturi opisane s specifičnimi osebnostnimi karakteristikami. Najbolj pa naj bi bile v ospredju tri osebnostne karakteristike, ki imajo karizmatičen vpliv: (1) ekstremno visoka raven samozavesti; (2) dominantnost; (3) močno prepričanje v moralno trdnost lastnih prepričanj. Pomembno je, kar navede House, da je že dovolj, da se vodja zna obnašati v skladu s temi glavnimi osebnostnimi karakteristikami s karizmatičnim vplivom. Tako se npr. lahko vede, kot da bi imel močno prepričanje v svoje odločitve in samozavest (in lahko da sploh ni prepričan v svoje odločitve in nima samozavesti, a če se bo znal obnašati na ta način, bo še vedno imel karizmatične vplive na zaposlene). Prav tako House navaja, da naj bi imeli karizmatične vodje višji vpliv na druge. Tako naj bi imeli dobro usvojene sposobnosti persvazivne (prepričevalne) komunikacije, v vodstveni vlogi pa naj bi doživeli zadovoljstvo.
House je svojo teorijo karizmatičnega vedenja tudi podkrepil s primeri študij, ki gredo v prid njegovim tezam. Navaja serijo laboratorijskih študij, kjer je avtor Locke s kolegi (npr. Bryan in Locke, 1967, v House, 1976) dokazal, da ko so bili subjekti v laboratorijski situaciji naprošeni s konkretnim navodilom, kaj naj počnejo, da so nalogo opravili bistveno bolje, kot če so dobili preprosto navodilo »opravi čim bolje«. Torej v primeru bolj točnih in specifičnih navodil so nalogo opravili bolje, kot pa če so dobili pavšalno navodilo. Ta izsledek se navezuje na to, da vodje s svojimi specifičnimi in relativno visokimi pričakovanji s tem jasneje razjasnijo posameznikove cilje. In to je House uporabil kot dokaz za tvoje teze, torej da ima tisti vodja, ki razjasni in odločno artikulira svoje cilje ter zahteve zaposlenih, večje karizmatične vplive. 

#### Vplivi in učinki karizmatičnega vodenja nasproti transakcijskemu vodenju
Mnogi raziskovalci so se ukvarjali s tem, zakaj je karizmatično oziroma transformacijsko vodenje za organizacijo in zaposlene ugodnejše kot pa transakcijsko. Izsledki navedene študije v tem razdelku temeljijo na zamisli, da je karizmatično vodenje enako kot transformacijsko (da gre za sinonima), pri čemer je dobro upoštevati, da nekateri avtorji (npr. Bass) ločujejo med tema dvema tipoma vodenja (glej zgoraj). In kakšni so izsledki različnih raziskav glede karizmatičnega vodenja? Različne raziskave kažejo, da ima transformacijsko/karizmatično vodenje več pozitivnih učinkov kot transakcijsko vodenje (npr. Bass, 1996, v Den Hartog idr., 1999). Mnoge študije kažejo, da imajo vodje, ki so opisani kot karizmatični, transformacijski oz. vizionarski (vse troje uporabljajo kot sinonime), pozitivnejše vplive na njihovo organizacijo in zaposlene. Zlasti se ti učinki kažejo na samih dosežkih organizacije same, še večji učinek pa ima karizmatično vodenje napram transakcijskemu na zadovoljstvo zaposlenih, na njihovo zavezanost k cilju in na njihovo identifikacijo z organizacijo (Fiol idr., 1999, v Den Hartog idr., 1999). To ugotovitev podpirata tudi dve metaanalitični študiji (Fuller, Patterson, Kester in Springer, 1996; Lowe, Kroek in Sivasubramaniam, 1996, v Den Hartog idr., 1999). Lowe (1996) je s sodelavci odkril korelacijo .81 med karizmo vodje in oceno učinkovitosti podrejenih. Ti izsledki so bili potrjeni na mnogih skupinah oziroma oblikah interakcij, kjer se pojavlja vodenje: diade (Howell in Frost, 1989, v Den Hartog idr., 1999), majhnih neformalnih skupinah (Howell in Higgins, 1990, v Den Hartog idr., 1999), prav tako v formalnih delovnih okoljih (Hater in Bass, 1988, v Den Hartog idr., 1999), vojaških združenjih (Shamir, Zakay, Breinin in Popper, 1989, v Den Hartog idr., 1999), v kompleksnih organizacijah (Howell in Avolio, 1993, v Den Hartog idr., 1999) in predsedniških administracijskih ZDA enotah (House, Spangler in Woycke, 1991, v Den Hartog idr., 1999). 

#### Kulturna potrjenost specifičnih vidikov karizmatičnega vodenja
Znotraj raziskave GLOBE (Global Leadership and Organizational Behaviour Effectiveness), ki je potekala od leta 1993 in je zajemala preko 170 študij v več kot 60 državah, so se med drugim ukvarjali tudi z vprašanjem kulturne potrditve implicitnih teorij vodenja. Raziskovalci znotraj študije so se zavedali, da imajo različne kulture različne predstave o tem, kakšno naj bi bilo idealno vodenje in kaj naj bi vsebovalo, a so se vseeno skušali lotiti vprašanja, kateri so tisti atributi (tj. pridevniki, opisi ipd.), ki so preko različnih kultur povezani s karizmatičnim vodenjem. Natančneje jih je zanimalo, ali različne kulture res takšno vodenje, ki ga češ pojmujemo kot karizmatično, res povezujejo s pozitivnim vodenjem oziroma drugače povedano, če je res karizmatično vodenje ideal v različnih kulturah. Raziskava je bila obširna, v njej so sodelovali tako vodje kot njihovi zaposleni. Postavili so si hipotezo, da naj bi bili karizmatični vodstveni atributi univerzalno preko kultur potrjeni in povezani z izjemnim vodenjem. Ugotovili so, da so mnogi atributi, ki odsevajo karizmatično vodenje, tisti, ki spodbujajo izjemno vodenje, torej različni pripadniki različnih kultur menijo, da je tip karizmatičnega vodenja kot izjemno in zaželeno. Ti omenjeni atributi, za katere so različne vodje in različni njihovi zaposleni menili, da so odraz izjemnega vodenja, so npr. spodbujanje motivov, predvidevanje, opogumljanje, komunikativnost, zaupanje, dinamičnost, pozitivnost, grajenje zaupanja in motiviranje. Pa vendar je del študije dal tudi zanimive izsledke o tem, kako je lahko en vodja v eni kulturi zaznan kot izjemen, v drugi pa ne - pa ima iste, češ "karizmatične" lastnosti. Npr. avstralske vodje morajo balansirati med egalitarizmom (biti »eden izmed njih«) in med postavljanjem zahtev, da še vedno ustrezajo izjemnemu vodenju. Na drugi strani morajo npr. nizozemske vodje balansirati med vizijo in participacijo, a se pri tem ne smejo vesti, kot da so postali »heroji«. Skratka ugotovili so, da res v večini državah karizmatično vodenje pojmujejo kot izjemno (kot ideal), a da ni med vsemi državami tako - da je lahko isto vodstveno vedenje, ki je češ karizmatično, v eni kulturi pojmovano kot izjemno (zaželeno), v drugi pa ne. 